# ТЕС Ер-Ріяд 9
24°57′0″ пн. ш. 47°3′48″ сх. д. / 24.95000° пн. ш. 47.06333° сх. д.
ТЕС Ер-Ріяд 9 — теплова електростанція в центральній частині Саудівської Аравії.
В 1998 – 2000 роках на майданчику станції стали до ладу чотири парогазові блоки комбінованого циклу одиничною потужністю біля 358 МВт, у кожному з яких чотири газові турбіни одиничною потужністю від 60,2 МВт до 62,4 МВт живлять через відповідну кількість котлів-утилізаторів одну парову турбіну з показником у 114 МВт.
В 2004-му ввели в дію другу чергу у складі восьми встановлених на роботу у відкритому циклі газових турбін потужністю від 61,8 МВт до 63,4 МВт. 
В 2007 – 2008 роках запустили третю чергу, що мала тридцять дві газові турбіни потужністю від 55,4 МВт до 58,2 МВт.
Таким чином, загальна потужність ТЕС досягнула рівня біля 3750 МВт.
Станція використовує природний газ, який надходить по трубопроводу Схід-Захід – Ер-Ріяд.
Видача продукції відбувається по ЛЕП, що працюють під напругою 380 кВ та 132 кВ.